# WordStar
WordStar va ser un processador de textos publicat per MicroPro per a sistemes CP/M, encara que més tard va portar-se a MS-DOS, on va tenir una quota de mercat important a principis dels anys 1980. L'autor de les primeres versions va ser Rob Barnaby i des de la versió 4.0, Peter Mierau (encara que va ser reescrit de nou).

## Història
La primera versió d'aquest processador de textos va presentar-se el 1978 per al sistema operatiu CP/M. En el seu temps era el més complet i fàcil d'utilitzar, amb el que es va convertir en un estàndard de facto. El 1981 la versió 2.26 va ser inclosa en l'Osborne 1. Cal esmentar que WordStar fou l'últim processador comercial en suportar el sistema CP/M: la versió 4.0, en disquets de 5¼" (en opció podia demanar-se en disquets de 8").
L'abril de 1982 es presentà la versió 3.0; s'assemblava força a l'original, i tot i que l'IBM PC tenia tecles de funció separades i tecles de direcció, la tradicional "WordStar diamond" i altres funcions per la combinació Ctrl-key van ser mantingudes, permetent una ràpida adaptació als anteriors usuaris de CP/M. L'opció de poder usar el mode "non-document" per crear textos sense format el van fer molt popular per als programadors.
La primera versió per MS-DOS era un port directe de la versió per CP/M, tal és així que només usava 64 kb de RAM (malgrat el sistema de Microsoft suportava 640 kb). Existia un sistema per fer iniciar el processador ràpid: amb un "RAM disk" i una còpia del programa WordStar; tot i que el programa havia d'accedir al disc de forma reiterativa, l'accés a la RAM era més ràpida que la del disquet amb el que la millora de la velocitat era significativa; això no obstant, es desaven els documents al disc RAM i calia ser copiades al disquet abans de reiniciar.
A mitjans dels anys 1980 WordStar era el processador més popular del món. Però IBM amb el DisplayWriter dominava el mercat de "dedicated word processor" (ordinadors que servien per editar i crear documents).
Quan IBM va anunciar que presentaria una versió per PC del seu programa, MicroPro va presentar una versió de WordStar, el WordStar 2000, que era una còpia clonada del DisplayWriter. Cap d'ells van tenir l'èxit que s'esperava d'ells, i la falta d'atenció que MicroPro havia donat al WordStar original, afegit a l'escàs suport que va rebre el WordStar 2000 als formats i a les combinacions de teclat de WordStar, va permetre que productes de la competència tinguessin oportunitat d'aconseguir quota del mercat; WordPerfect, que usava les mateixes combinacions de teclat de la gamma Wang (ordinadors dedicats a edició i creació de documents), va fer-se un espai en les oficines, que substituïen aquests per PC's.
MicroPro International va reestructurar-se sota el nom de WordStar International; va recuperar a molts dels programadors que havien abandonat l'empresa durant la creació de WordStar 2000, i a l'octubre de 1986 va adquirir el codi del NewWord (una clonació millorada del WorStar, escrita per Peter Mierau en la seva empresa NewStar). Amb la base del NewWord, es van crear versions millorades del WordStar. La primera fou el WordStar Professional 4.0 per a MS-DOS i CP/M. Posteriorment, sorgiran noves versions, com la 5.0, 5.5, 6.0 i 7.0.
Un conflicte entre els creadors de la versió 6.5 (destinada als usuaris del Microsoft Word) i els nous programadors que estaven treballant en la versió 7.0 (destinada als usuaris del WordPerfect) va provocar que la 6.5 no fos presentada i sí la 7.0 (encara que anys després de la seva data de presentació originalment prevista). En Desembre de 1992, es va presentar l'última versió per MS-DOS: la 7.0.
Com d'altres, WordStar International va tardar-se a decidir-se a fer una versió per al Windows 3.0. L'empresa va adquirir el Legacy, un processador de textos existent per a Windows, que fou modificat i presentat com el WordStar per a Windows l'any 1991. Es tractava d'un processador ben revisat amb característiques de programes més cars. Tot i tenir aquests valors, ja era tard, car Microsoft Word ja s'havia presentat temps abans i ja era un estàndard.
En l'actualitat ja no s'ofereix ni s'actualitza pels seus propietaris; de fet, és un abandonware; Riverdeep, Inc, una empresa de software per l'educació de San Francisco, Califòrnia, Estats Units n'és la propietària.
Això no obstant, segueix oferint-se suport tècnic a través de la WordStar Users Group Mailing List Arxivat 2008-11-20 a Wayback Machine. des de maig del 1996. També es pot aconseguir material per aquest programa en la WordStar Users Group web pages Arxivat 2008-06-11 a Wayback Machine..